# Kaitawa insulare
Kaitawa insulare là một chi nhện trong họ Gnaphosidae. Chúng chỉ tìm thấy ở New Zealand.